# Catoria carbonata
Catoria carbonata là một loài bướm đêm trong họ Geometridae.